# Ptolomeu da Mauritânia
Ptolomeu da Mauritânia (1 a.C. — 40) foi um filho de Juba II e Cleópatra Selene II, assassinado por Calígula.
Seu pai, Juba II, era filho de Juba I, rei da Numídia; após a derrota de Juba I, Juba II foi levado para Roma e educado como um romano. Juba II se casou com Cleópatra Selene II, filha de Marco Antônio. Marco António e Cleópatra VII tiveram três filhos, Cleópatra Selene II, Alexandre Hélios e Ptolomeu Filadelfo, que foram levados por Otávio para Roma e expostos no cortejo triunfal. Entre 26 e 20 a.C., Otávio preparou o casamento de Cleópatra Selene II com o rei africano Juba II, que também havia crescido em Roma.
Ptolomeu da Mauritânia era filho de Juba II e Cleópatra Selene II, foi chamado por Calígula, que, quando soube que ele era rico, o assassinou. Ele teve uma irmã, filha de Juba II, de nome desconhecido; alguns historiadores a chamam de Drusila, ou seu nome poderia ser Cleópatra.
Ptolomeu pode ter sido o pai de uma das esposas de Marco Antônio Félix, procurador da Judeia, de nome Drusila; a dedução se baseia em que Tácito afirmou que Félix se casou com uma neta de Marco Antônio e Cleópatra, mas uma neta de Marco Antônio e Cleópatra seria muito velha, então possivelmente ele se casou com uma bisneta, e Ptolomeu é o único dos netos de Marco Antônio e Cleópatra que poderia ser pai ou mãe desta Drusila.